# Nucras livida
Espèce
Synonymes
- Lacerta livida Smith, 1838

Nucras livida est une espèce de sauriens de la famille des Lacertidae.

## Répartition
Cette espèce se rencontre en Namibie et en Afrique du Sud.

## Publication originale
- Smith, 1838 : Contributions to the Natural History of Southern Africa. Art. VIII. Magazine of natural history, vol. 2, no 14, p. 92-94.